# Myzomela
Myzomela es un género de aves paseriformes perteneciente a la familia Meliphagidae propias de Indonesia y una amplia parte de Oceanía, que incluye Australia y los distintos archipiélagos que se encuentran desde Samoa hasta Micronesia.

## Especies
El género contiene 31 especies:
- Myzomela blasii (Salvadori, 1882) - mielero apagado;
- Myzomela albigula Hartert, 1898 - mielero barbiblanco;
- Myzomela cineracea Sclater, PL, 1879 - mielero cenizo;
- Myzomela eques (Lesson y Garnot, 1827) - mielero barbirrojo;
- Myzomela obscura Gould, 1843 - mielero sombrío;
- Myzomela cruentata Meyer, AB, 1874 - mielero rojo;
- Myzomela nigrita Gray, GR, 1858 - mielero negro;
- Myzomela pulchella Salvadori, 1891 - mielero de Nueva Irlanda;
- Myzomela kuehni Rothschild, 1903 - mielero de la Weta;
- Myzomela erythrocephala Gould, 1840 - mielero cabecirrojo;
- Myzomela dammermani Siebers, 1928 - mielero de Sumba;
- Myzomela adolphinae Salvadori, 1876 - mielero de Adolfina;
- Myzomela boiei (Müller, S, 1843) - mielero de las Banda;
- Myzomela chloroptera Walden, 1872 - mielero de Célebes;
- Myzomela wakoloensis Forbes, HO, 1883 - mielero del Wakolo;
- Myzomela sanguinolenta (Latham, 1801) - mielero escarlata;
- Myzomela caledonica Forbes, WA, 1879 - mielero de Nueva Caledonia;
- Myzomela cardinalis (Gmelin, JF, 1788) - mielero cardenal;
- Myzomela chermesina Gray, GR, 1846 - mielero de la Rotuma;
- Myzomela rubratra (Lesson, 1827) - mielero de Micronesia;
- Myzomela sclateri Forbes, WA, 1879 - mielero de Sclater;
- Myzomela pammelaena Sclater, PL, 1877 - mielero ébano;
- Myzomela lafargei Pucheran, 1853 - mielero nuquirrojo;
- Myzomela eichhorni Rothschild y Hartert, 1901 - mielero de Eichhorn;
- Myzomela malaitae Mayr, 1931 - mielero de la Malaita;
- Myzomela melanocephala (Ramsay, EP, 1879) - mielero cabecinegro;
- Myzomela tristrami Ramsay, EP, 1881 - mielero Tristram;
- Myzomela jugularis Peale, 1848 - mielero pechinaranja;
- Myzomela erythromelas Salvadori, 1881 - mielero ventrinegro;
- Myzomela vulnerata (Müller, S, 1843) - mielero culirrojo;
- Myzomela rosenbergii Schlegel, 1871 - mielero de Rosenberg.